# オールソープ (廃村)
座標: 北緯52度17分 西経1度00分 / 北緯52.28度 西経1.00度

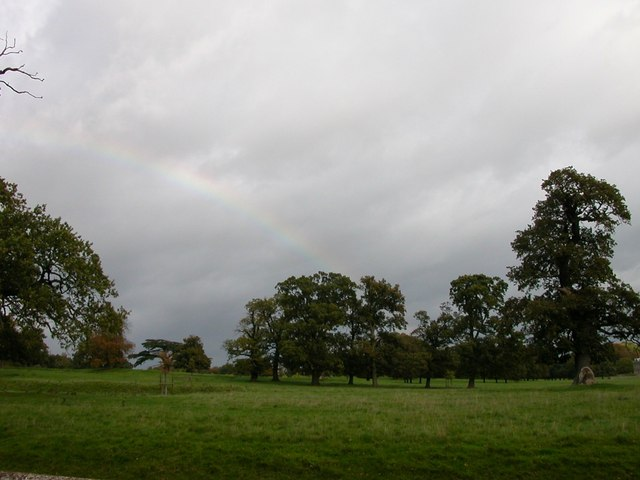
公園の一部となっている、かつての集落の跡地。

オールソープ (Althorp) は、イングランドのカウンティであるノーサンプトンシャー州に位置するオールソープ・エステートの敷地内にかつて存在していた廃村。この村は、15世紀の土地台帳であるドゥームズデイ・ブックに記録されており、ケイツビー (Catesby) 家が所有する荘園があったとされるが、1505年の記録では当地には借地人がおらず、おそらくはこの一族が何らかの理由で集落を撤去したものと考えられる。1508年、オールソープの廃村跡地を含むパリッシュ全体が、ウォリックシャー州ワームレイトンのジョン・スペンサー (John Spencer) に売却された。1577年には、このパリッシュ内の土地が分割され、4つの大規模な牧羊場が設けられた。オールソープは、住民がいなくなった後も行政パリッシュとして存続した。

## 遺構
跡地では、部分的に土塁の痕跡が認められるが、多くは後年の様々な活動、例えば耕作によって破壊されている。大きな遺構といえるものは、周囲の土地より低く掘り込まれた広めの街路 (hollow way) の跡で、これは丘の斜面を登るように伸びており、深さは1.5メートルほどある。この掘り込みの南側にはいくつもの平坦面があり、これらは住居の跡と考えられている。